# Laxenecera niveibarba
Laxenecera niveibarba là một loài ruồi trong họ Asilidae. Laxenecera niveibarba được Hermann miêu tả năm 1919. Loài này phân bố ở vùng nhiệt đới châu Phi.